# Quercus fusiformis
Espèce
Classification phylogénétique
Quercus fusiformis est une espèce d'arbre de la famille des Fagaceae. Ce chêne à feuilles persistantes ou semi-persistantes est originaire du nord du Mexique et du sud des États-Unis.
Aux États-Unis, il est surnommé Texas Live Oak (chêne-vert du Texas)

## Synonyme

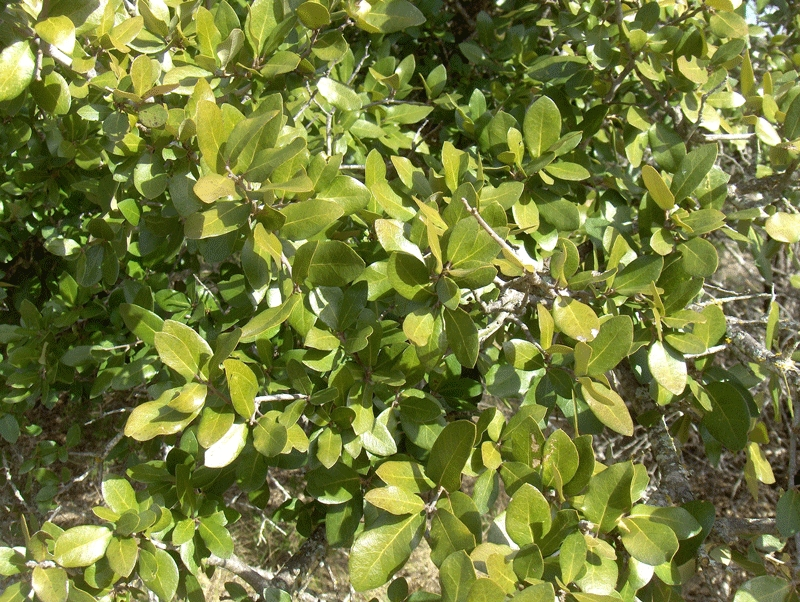
Feuillage

- Quercus virginiana var. fusiformis (Small) Sarg.